# Stazione di Hatch End
La stazione di Harch End è una stazione situata nel borgo londinese di Harrow. È servita da ogni ora quattro treni suburbani transitanti sulle due direzioni della linea lenta per Watford.